# Vasaloppet 1982
Vasaloppet 1982 avgjordes den 7 mars 1982 som den 59:a upplagan av tävlingen. Loppet vanns av Lars Frykberg från IFK Mora. Det var dock fransmannen Jean-Paul Pierrat som var förste åkare i mål men denne blev några timmar efter målgång diskvalificerad för att flera gånger under loppet ha bytt skidor. Pierrat menade efteråt att han inte visste om att detta var otillåtet.

## Resultat
Not: Pl = Placering, Nr = Startnummer, Tid = Sluttid
| Pl. | Nr | Namn             | Klubb/Land | Tid     | Diff    |
| --- | -- | ---------------- | ---------- | ------- | ------- |
| 1   |    | Lars Frykberg    | IFK Mora   | 4:28:50 | + 00.00 |
| 2   |    | Inge Mörk        | Malungs IF | 4:29:19 | + 00.29 |
| 3   |    | Franz Gattermann | Österrike  | 4:29:23 | + 00.33 |
| 4   |    | Per-Knut Aaland  | Norge      | 4:29:27 | + 00.37 |
| 5   |    | Magnar Rismyhr   | Norge      | 4:30:01 | + 01.11 |